# Бишхајм (Донерсберг)
Бишхајм (њем. Bischheim) општина је у њемачкој савезној држави Рајна-Палатинат. Једно је од 81 општинског средишта округа Донерсберг. Према процјени из 2010. у општини је живјело 731 становника. Посједује регионалну шифру (AGS) 7333007.

## Географски и демографски подаци
Бишхајм се налази у савезној држави Рајна-Палатинат у округу Донерсберг. Општина се налази на надморској висини од 224 метра. Површина општине износи 6,6 km².

## Становништво
У самом мјесту је, према процјени из 2010. године, живјело 731 становника. Просјечна густина становништва износи 111 становника/km².